# الجنينة (حماة)
الجنينة قرية سورية تتبع ناحية صوران في منطقة مركز حماة في محافظة حماة. بلغ عدد سكانها 341 نسمة في عام 2004 حسب إحصاء المكتب المركزي للإحصاء.

## وصلات خارجية
- الوحدات الإدارية في محافظة حماة